# 近衛師団
近衛師団（このえしだん、旧字体：近󠄁衞師團）は、大日本帝国陸軍の師団の一つ。一般師団とは異なり、最精鋭かつ最古参の部隊（軍隊）として天皇と宮城（皇居）を警衛する「禁闕守護」（きんけつしゅご）の責を果たし、また儀仗部隊として「鳳輦供奉」（ほうれんぐぶ）の任にもあたった。
帝国陸軍における軍隊符号はGD（一般師団はD）。大東亜戦争（太平洋戦争・第二次世界大戦）中後期には編制の改編が行われ、最終的には近衛第1師団 (1GD)・近衛第2師団 (2GD)・近衛第3師団 (3GD) の3個近衛師団が編成された。
戦後、1955年（昭和30年）頃に、防衛庁は陸上自衛隊に事実上の「近衛部隊」を復活させることを計画したが、警視庁や皇宮警察などの警察当局の強い反対により実現しなかった（後述）。その後、1962年（昭和37年）に市ヶ谷駐屯地に編成された第32普通科連隊が「近衛連隊」を自称している。
現在、皇居の警備は主に、警察庁の附属機関である皇宮警察本部が担っている。

## 特徴

近衛騎兵の槍印

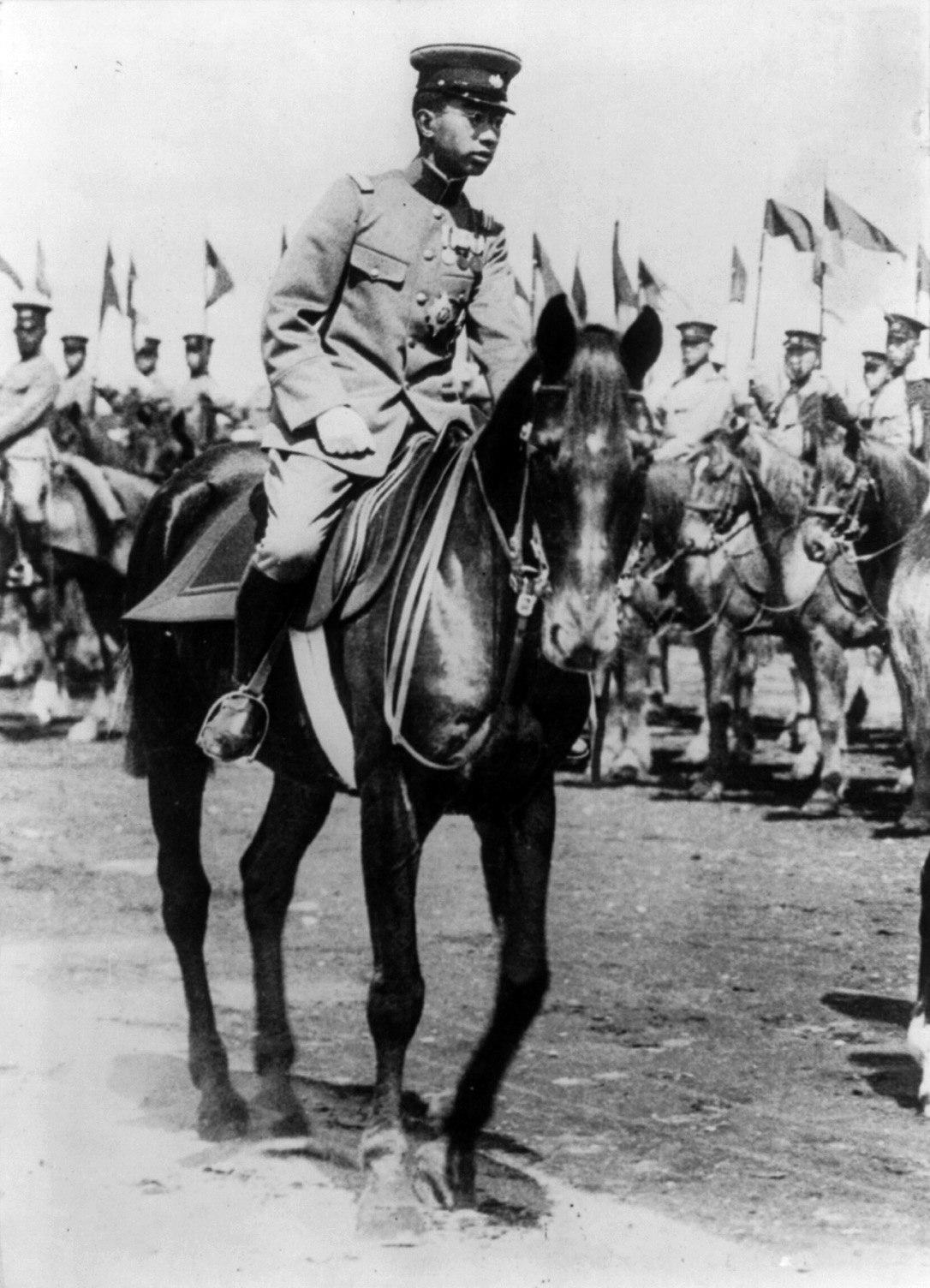
1920年代後半、皇太子（近衛歩兵第1連隊附陸軍歩兵大佐）当時の昭和天皇と、儀仗用の騎兵槍を奉じる近衛騎兵連隊の将兵（後方）

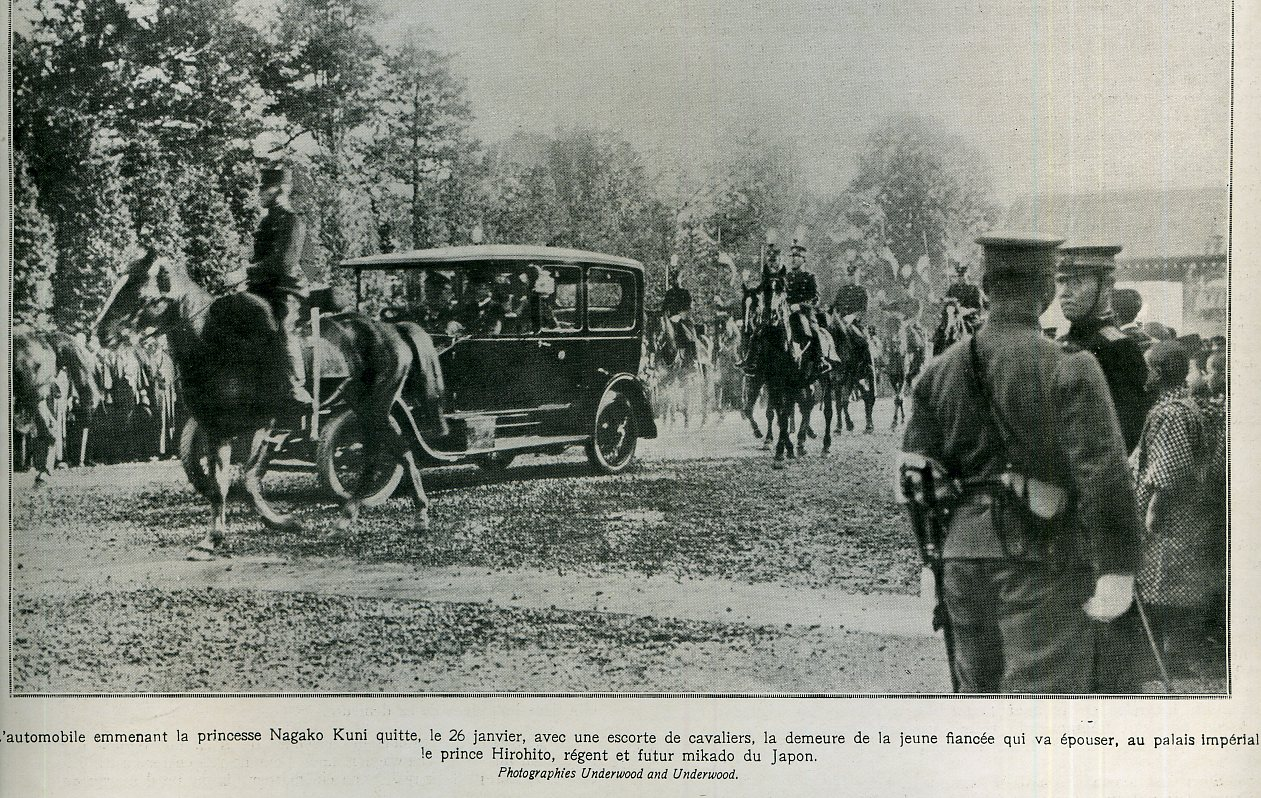
1924年（大正13年）、皇太子裕仁親王（昭和天皇）・良子女王（香淳皇后）の結婚の儀において、御料車を警護する正衣を着用した近衛騎兵連隊の将兵

将来の天皇（大元帥）となる皇太子（東宮）は、西洋社会におけるノブレス・オブリージュを模範として近衛歩兵第1連隊附となるのが通例であり、嘉仁親王（後の大正天皇）・裕仁親王（後の昭和天皇）は近歩1附であった。
近衛師団は禁闕守護の任から衛戍地は東京市（現在のほぼ東京23区）であったものの、他の一般師団と異なり、連隊区といった特定地域からの徴兵によるのではなく、大日本帝国全国から選抜された兵士によって充足されていた。近衛兵になることは大変な名誉とされた。
軍服も一般師団とは区別され、
- 一般の将校准士官正衣の正帽（旧称：第一種帽）のクラウン部が濃紺（黒色）絨、将官を除く一般将校准士官下士卒の明治38年制以前の第二種帽の鉢巻部・一般騎兵下士官兵の胸飾紐（肋骨服）が黄色であるのに対し、「近衛」の称呼を冠する近衛師団に属する軍隊に属する者ではそれらの部分が緋色。
- 近衛師団の各近衛兵の中でも、特に近衛騎兵は観兵式など式典における儀仗部隊としての色彩が強かったため、一般騎兵下士官兵用のドルマン式ジャケット（肋骨服）が廃止された後も、近衛騎兵下士官兵には近衛騎兵供奉服として存続。
- 将校准士官下士官兵共通として、明治45年制以降の軍帽および昭和13年制の略帽の帽章の五芒星（五光星）には、周囲を囲む桜葉を付す。

等の差異が存在した。
また一般師団の下士官兵には基本的に第二装（程度の良い中古品、主に外出や儀式用）・第三装（着古したり傷を補修した中古品、主に普段の勤務や訓練用）の軍装が支給されたのに対し、近衛師団では「ご守衛勤務」で使うための第一装（新品または新品同様。一般師団では主に出征時や戦地の勤務用）もあわせて支給された。

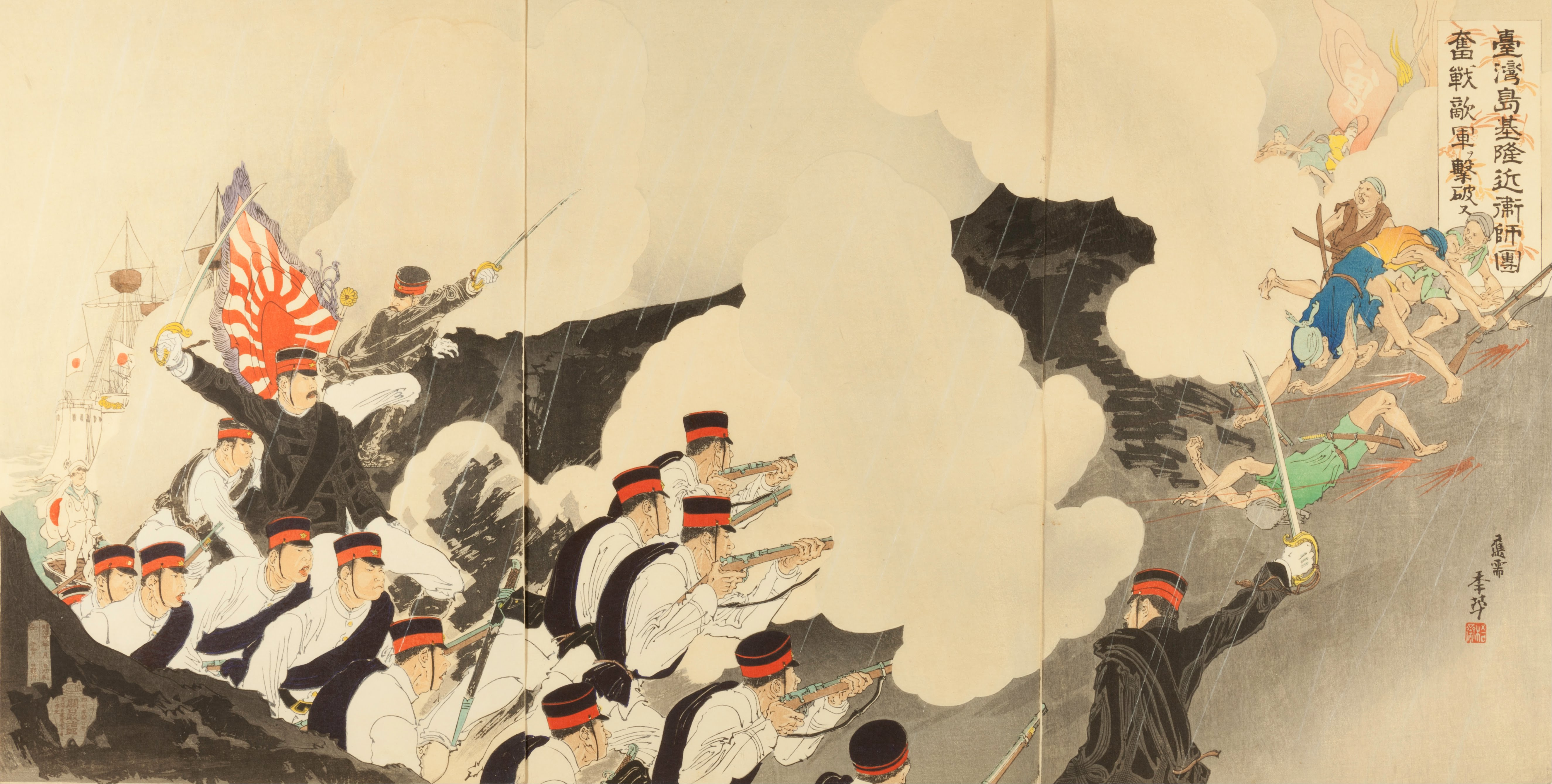
日清戦争（乙未戦争）における近衛歩兵連隊の将兵および、同連隊の軍旗（旭日旗）
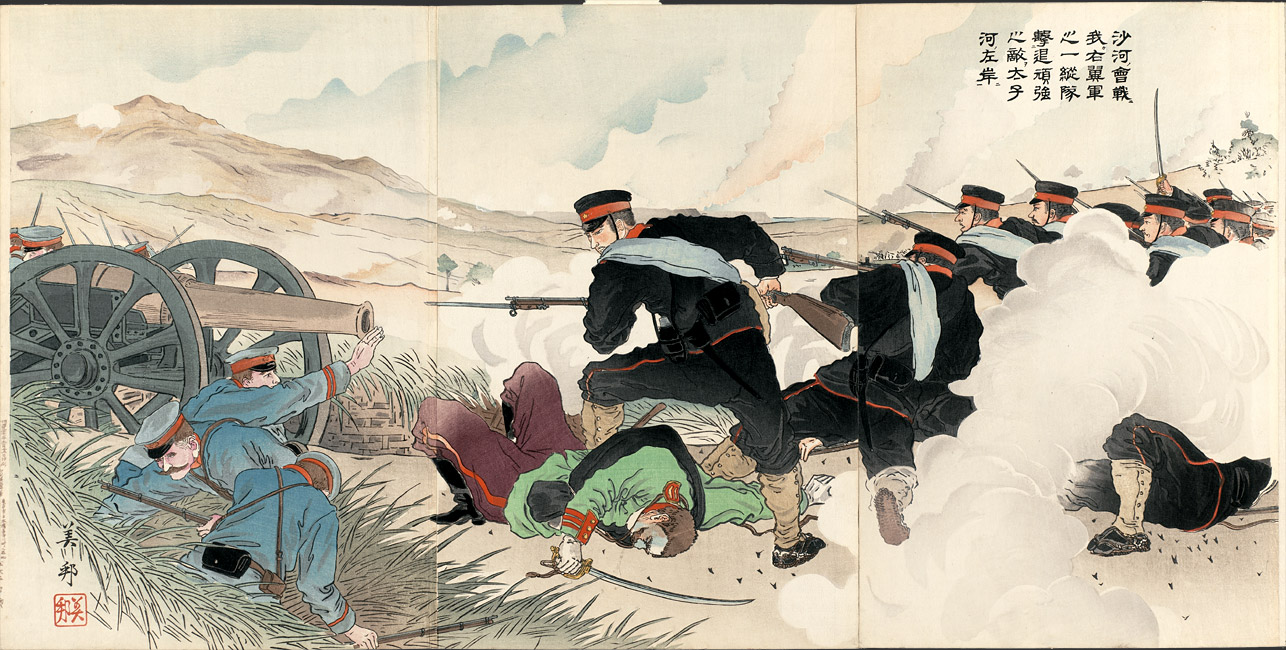
緋色の第二種帽を着用した近衛後備混成旅団の将兵
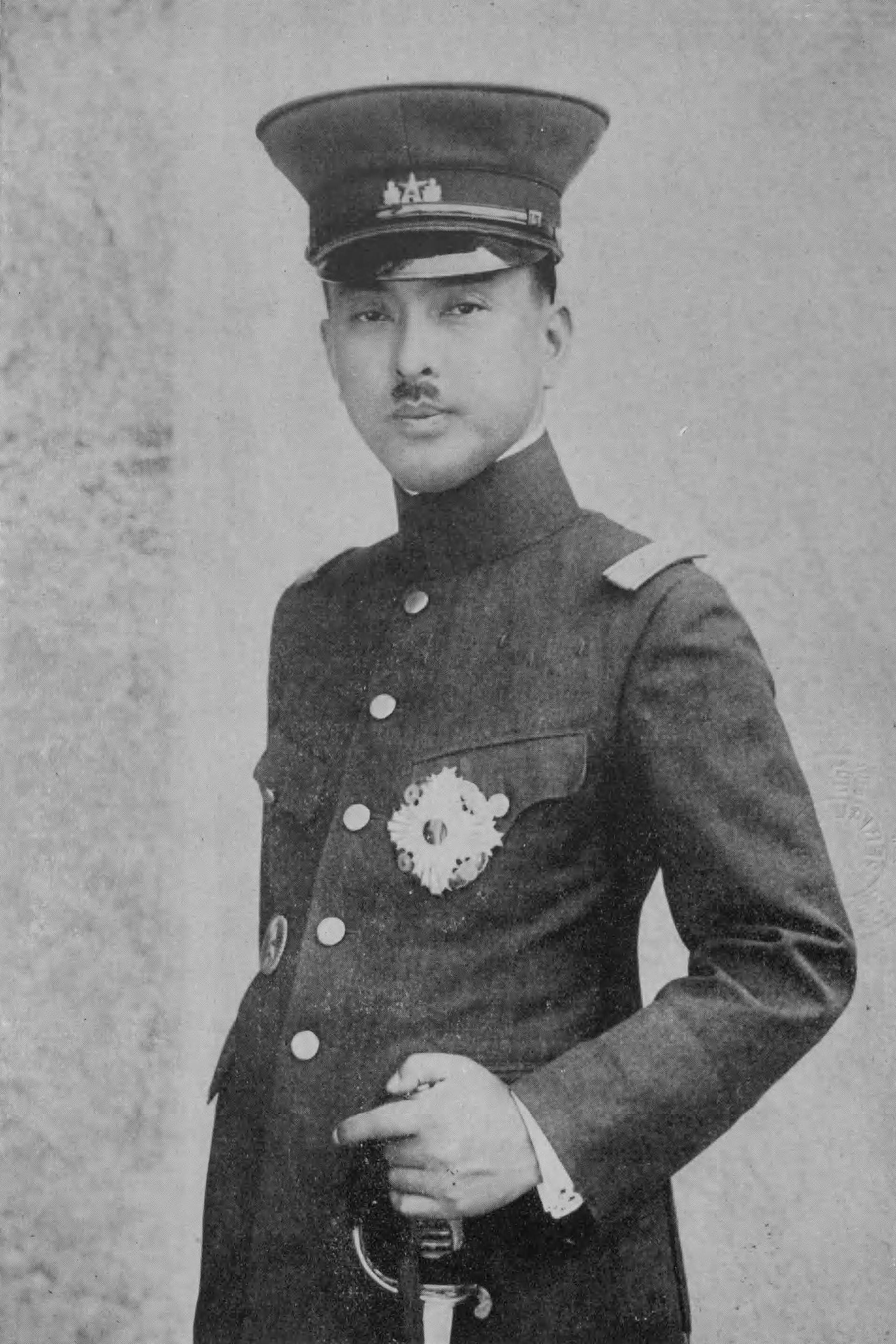
近衛歩兵第2連隊附当時の朝香宮鳩彦王
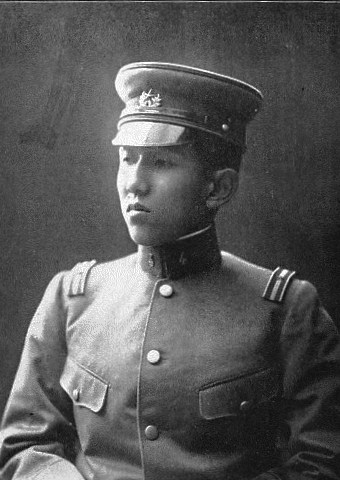
近衛歩兵第4連隊附当時の大山柏
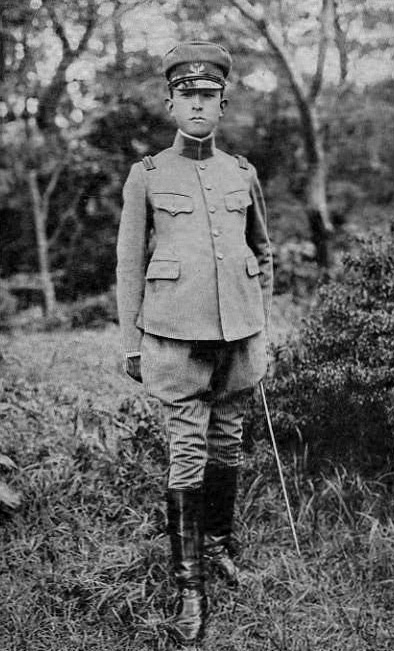
近衛騎兵連隊附時代の閑院宮春仁王（将校）
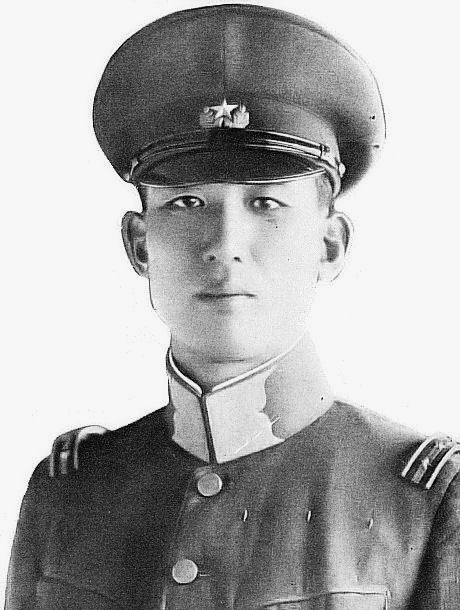
近衛野砲兵連隊中隊長時代の北白川宮永久王（将校）
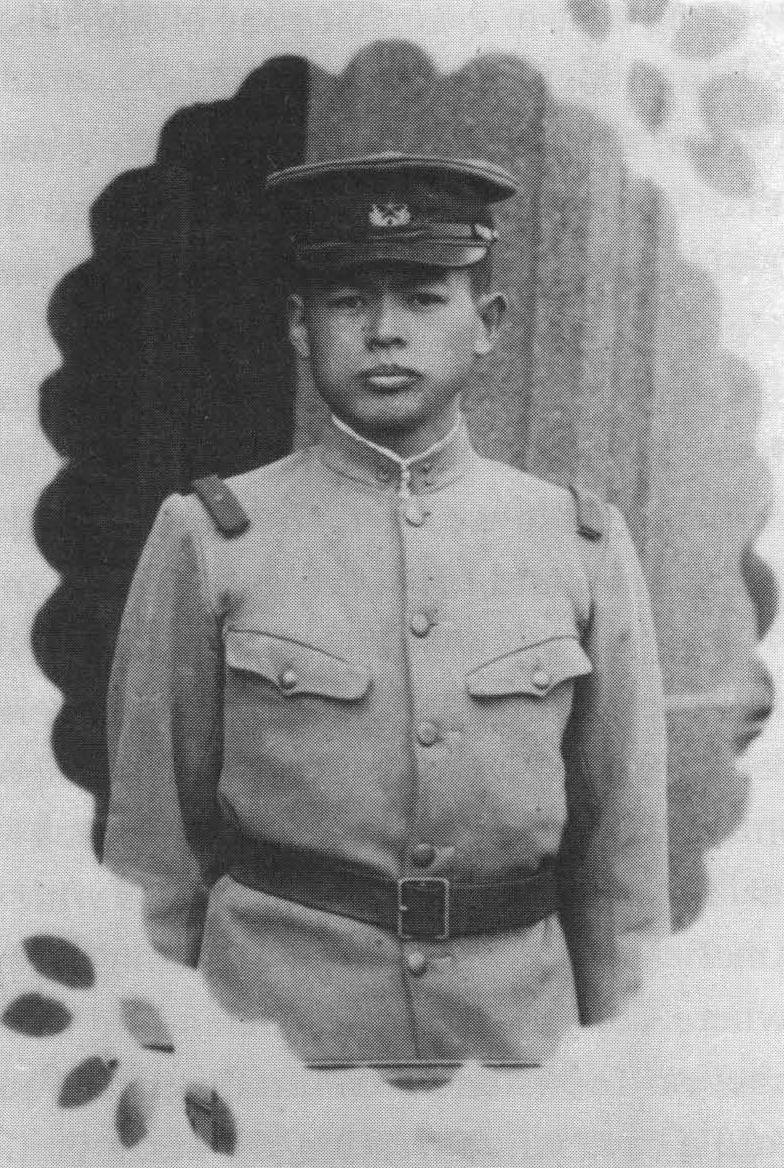
近衛歩兵第1連隊附時代の辰口信夫（兵）
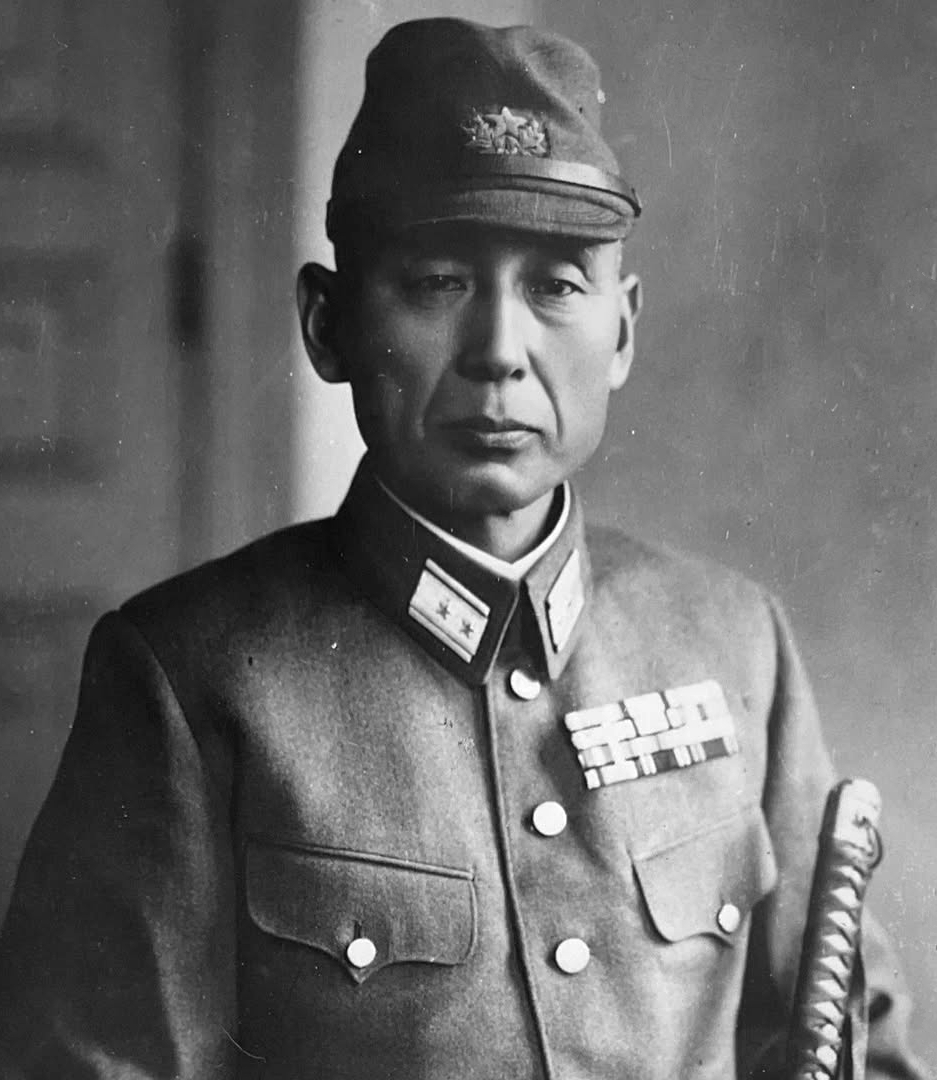
近衛第1師団長時代の森赳（将校）

## 沿革

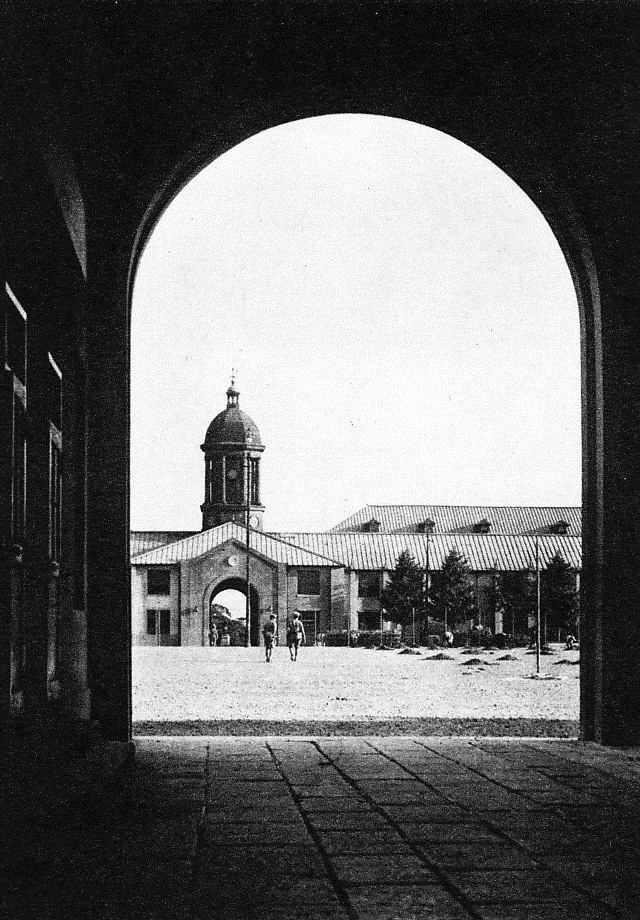
近衛師団兵舎（1940年頃）

### 成立前史
江戸幕府を倒し明治新政府が樹立された当初、政府は独自の軍隊を保有しておらず、軍事的には薩摩藩（現：鹿児島県）、長州藩（現：山口県）、土佐藩（現：高知県）の「薩長土」に依存する脆弱な体制であった。そのため1871年（明治4年）、薩摩藩・西郷隆盛、長州藩・木戸孝允、土佐藩・板垣退助が議して天皇護衛を目的とする軍隊である「御親兵」の創設を献策した。これを容れて政府は「天皇の警護」を名目に薩長土の3藩から約1万人の献兵を受け、政府直属の軍隊である御親兵を創設した。この背景には「廃藩置県」を断行する目的も兼ね備えていたとされる。この御親兵は、1872年（明治5年）に初代近衛都督西郷隆盛を中心とした近衛兵として改組され、「天皇および宮城（皇居）の守護」という任務が課せられた。
1873年（明治6年）に徴兵令が制定され鎮台兵として配備されると、近衛兵は鎮台兵の軍事訓練も担うこととなった。1874年（明治7年）、近衛歩兵大隊を基幹として近衛歩兵連隊（第1大隊と第2大隊を基幹に近衛歩兵第1連隊、第3大隊と第4大隊を基幹に近衛歩兵第2連隊が新設）が編成され、同1月23日には帝国陸軍では初めて軍旗が近歩1及び近歩2に親授された。
1877年（明治10年）の西南戦争（日本史上最後の内戦）では、鍋田川の戦い、田原坂の戦い、城山の戦いに従軍する。翌1878年（明治11年）には近衛砲兵大隊が恩賞への不平から武装反乱する竹橋事件が起こった。
1888年（明治21年）に従前の鎮台を師団と改めているが、ただしこのときはまだ近衛を変更しておらず、1890年（明治23年）の近衛司令部条例で都督の職務権限に関する規定に師団長の規定を準用することとなる。更に1891年（明治24年）に近衛の名称を変更して、山縣有朋によって近衛兵は近衛師団へ改称され、直に天皇に隷し、平時は隷下の各中隊が輪番制で天皇や宮城の警護などに当たり、戦時には野戦師団のひとつとして出征し戦闘に参加することとなった。師団編制となった近衛師団は、数個近衛歩兵連隊を基幹として、それに騎兵・砲兵・工兵・輜重兵などの特科部隊が統合されていた。
その後、近衛師団は大東亜戦争（太平洋戦争・第二次世界大戦）終結による大日本帝国陸軍の解散まで各戦争・事変・紛争に従軍し、出征中の近衛師団に代わって天皇及び宮城の警護に当たった近衛師団は留守近衛師団とされた。初期は留守近衛連隊が、のちには近衛歩兵第6連隊などがそれにあたる。

## 歴史

### 日清戦争
日清戦争に従軍、台湾平定（乙未戦争）で先発する。後発した乃木希典率いる第2師団とともに平定するも、山根信成近衛第2旅団長、北白川宮能久親王近衛師団長をはじめ、多くの戦病死者を出した。

### 日露戦争
日露戦争では第1軍隷下として従軍。長谷川好道率いる近衛師団（近衛第1旅団と近衛第2旅団から構成される）と、 梅沢道治率いる近衛後備混成旅団が出征した。長谷川好道が鴨緑江会戦及び遼陽会戦の軍功により朝鮮駐剳軍司令官に就任したため、沙河会戦以降は浅田信興近衛第1旅団長が近衛師団長となった。沙河会戦では旅団長梅沢の功績により、後備近衛混成旅団が「花の梅沢旅団」と呼ばれた。奉天会戦にも参加している。

また、日露戦中の1904年（明治37年）6月15日には、輸送船にて輸送中の後備近衛歩兵第1連隊が玄界灘でロシア海軍ウラジオストク巡洋艦隊の装甲巡洋艦3隻の攻撃を受け、軍旗を奉焼し連隊長以下1,000余名が戦死する事件があった（常陸丸事件）。

### 明治末から大正期
1910年（明治43年）5月29日、師団司令部が東京市麹町区代官町2番地に移転。
1911年（明治44年）4月14日、近衛騎兵連隊（戸山）の敷地から出火。軍馬の焼死を恐れて196頭を市内に放った。
1918年（大正7年）6月20日、兵器部が師団司令部構内で事務を開始。

### 昭和
参考までに、1930年（昭和5年）時点の近衛師団の一覧表を示す。
| 種類     | 旅団司令部                             | 連隊（聯隊）                       | 大隊                        |
| -------- | -------------------------------------- | ---------------------------------- | --------------------------- |
| 歩兵     | 近歩第1旅団司令部（東京･北ノ丸）       |                                    |                             |
|          |                                        | 近衛歩兵第1連隊（東京･北ノ丸）     |                             |
|          |                                        | 近衛歩兵第2連隊（東京･北ノ丸）     |                             |
| 歩兵     | 近歩第2旅団司令部（東京･赤坂一ツ木）   |                                    |                             |
|          |                                        | 近衛歩兵第3連隊（東京･赤坂一ツ木） |                             |
|          |                                        | 近衛歩兵第4連隊（東京･青山北）     |                             |
| 騎兵     | 騎兵第1旅団司令部（習志野）            |                                    |                             |
|          |                                        | 近衛騎兵連隊（東京･戸山）          |                             |
|          |                                        | 騎兵第13連隊（習志野）             |                             |
|          |                                        | 騎兵第14連隊（習志野）             |                             |
| 砲兵     | 野戦重砲兵第4旅団司令部（東京･世田谷） |                                    |                             |
|          |                                        | 近衛野砲兵連隊（東京･世田谷）      |                             |
|          |                                        | 野戦重砲兵第4連隊（下志津）        |                             |
|          |                                        | 野戦重砲兵第8連隊（東京･世田谷）   |                             |
| 工兵     | -                                      | -                                  | 近衛工兵大隊（東京･赤羽）   |
| 鉄道連隊 | -                                      | 鉄道第1連隊（千葉）                |                             |
|          | -                                      | 鉄道第2連隊（習志野･津田沼）       |                             |
| 電信連隊 | -                                      | 電信第1連隊（東京･中野）           |                             |
| 飛行連隊 | -                                      | 飛行第5連隊（立川）                |                             |
| 気球隊   | -                                      | 気球隊（所沢）                     |                             |
| 輜重兵   | -                                      | -                                  | 近衛輜重兵大隊（東京･大橋） |

### 二・二六事件
1936年（昭和11年）2月26日、二・二六事件では近衛から叛乱将校がクーデターに加わるも、昭和天皇は「朕自ラ近衛師団ヲ率ヰテ此レガ鎮定ニ当タラン（私自ら近衛師団を率いて彼らの鎮圧にあたる）」と発言した。

### 日中戦争
前述のように近衛師団は日露戦争以降長らく実戦経験がなく、盧溝橋事件勃発後にも出動命令が下ることがなかった。このことから、出動命令を受けた他の師団より「あれはおもちゃの兵隊さんではないか」と揶揄されることも少なくなかった。たまりかねた師団長の飯田貞固中将は昭和天皇と面会した折「将兵一同は皆出征を希望しております」と具申。天皇は驚いて「そんなに皆、出たがっているのか」と承諾した。
こうして1939年（昭和14年）、日中戦争に動員下令、近衛第2師団の前身となる近衛混成旅団となる。近衛混成旅団は第21軍隷下となり、南支那方面軍として広東に上陸する。近衛混成旅団は広東作戦、南寧作戦（翁英作戦は中止）に従軍し、南寧を包囲する国民革命軍と激戦を展開した。

### 仏印進駐
近衛混成旅団は第5師団や台湾混成旅団とともに、第22軍隷下となり、仏印進駐を担当する。
近歩1・近歩2は、仏印進駐完了後は復員することとなる。この復員は、南支那方面軍が事実上廃止（第23軍に改組）され、印度支那派遣軍（司令官西村琢磨、歩兵団長桜田武）が復員するのと同時期である。
近衛混成旅団と印度支那派遣軍歩兵団は、両者とも桜田武が旅団長・歩兵団長として指揮をとったので桜田兵団と呼ばれていた。この桜田兵団が留守近衛師団の近歩6などと加わり、留守近衛師団から近衛第1師団となる。
一方、近歩3・近歩4・近歩5等は、太平洋戦争開戦以降、河田混成旅団長の近衛混成旅団から近衛師団として南方軍の第25軍隷下として、タイを経て南方作戦のマレー作戦に参加することとなった。

### 第二次世界大戦
上述の近衛師団は、太平洋戦争中は南方戦線で活躍し、1941年（昭和16年）12月8日から1942年（昭和17年）1月31日のマレー作戦には第25軍隷下として、近歩3・近歩4・近歩5及び近衛捜索連隊等が加わった。また、同年のシンガポールの戦いでも活躍した。

### 改編
1943年（昭和18年）6月1日に、オランダ領東インド（現在のインドネシア）スマトラ島メダン方面で作戦中の近衛師団は近衛第2師団(2GD)に改称され、東京にあった留守近衛師団を基幹として近衛第1師団(1GD)が、更に1944年（昭和19年）7月18日には留守近衛第2師団を基幹として、近衛第3師団(3GD)が編成される。第二次世界大戦終戦時の近衛第3師団は千葉県成東（旧：山武郡成東町、現在の山武市）にあって連合国軍の関東上陸作戦（本土決戦・決号作戦）に備えていた。

近衛第2師団と近衛第3師団がそれぞれ作戦地に赴任していたため、本来の近衛兵としての任務は近衛第1師団が担当する予定であった。

### 宮城事件
1945年（昭和20年）8月14日未明にポツダム宣言受諾が決定し、それを昭和天皇自ら国民にラジオ放送を通じて知らせる「玉音放送」を放送することが決まった。8月15日未明に陸軍省軍務局軍務課課員らが近衛第1師団長森赳中将へ決起を促すが、あくまで昭和天皇の思し召しに従い終戦を受け入れる決意の固い森赳師団長はこれを拒絶する。拒否された将校らは、森師団長及び第2総軍参謀白石通教中佐を殺害し、偽の師団長命令を出して上番中の守衛隊を欺いて玉音盤を奪おうとするが、東部軍や近衛連隊長の同調を得られず失敗する。間もなく東部軍司令官田中静壱大将がこの叛乱を知り、叛乱将校を制止するとともに憲兵隊に逮捕を命じる。
のちにこの事件は半藤一利により『日本のいちばん長い日』として小説化され、二度にわたって映画化も行われた。

### 戦後
終戦時には近衛連隊でも軍旗奉焼・復員が行われた。
旧陸軍上層部は、占領が終わればいずれ日本は再軍備をすると予想し、ハンス・フォン・ゼークト将軍が実施したドイツ国防軍の再建方式に倣うことを計画した。かつてドイツでは第一次世界大戦敗北の後に、許容された治安部隊を少数精鋭の選抜者でかためて、全員に幹部教育を施して将来の拡張に備えた経緯があり、旧陸軍は宮城（皇居）の守護を任務とする近衛師団を温存し、再軍備の拠点にすることを策した。1945年（昭和20年）8月29日、約4千人の禁衛府皇宮衛士総隊を新設し、近衛師団のエリートを配置する構想が決定され、同年9月10日付で官制が交付されている。ほか、政府と旧陸軍は22万7千人の武装憲兵部隊の存続（後に2～6万人の武装警察隊に計画を縮小）も決定したが、同年10月11日になって連合国軍最高司令官総司令部（GHQ）から「これらの申入れは好意的に考慮せられず」「警察力の員数、組織または武装の増強は目下のところこれを実施すべからず」との回答があり、計画は全て断念されることになった。
GHQの情報担当責任者のチャールズ・ウィロビー少将は、日本政府や旧陸軍からの軍事力温存の要請に好意的であったが、有末精三中将から「せめて禁衛府だけは残してほしい」と懇願された際には、「俺ははっきり言うけれども、こればかりはどうにもならん」と気の毒そうに断言している。1946年（昭和21年）3月、GHQより禁衛府と皇宮衛士総隊の解散を命じる指令が出されたことにより、近衛師団は幕を閉じた。この際に百数十人の衛士が、「無給で良いから皇居を守護させて欲しい」として、血判状を提出したが、これは却下されている。
戦後、近衛部隊の復活を提唱したのは右翼団体の大東塾であった。1952年（昭和27年）の血のメーデー事件を機に、皇居防衛部隊の創設を提唱するようになり、同年2月の機関紙『道の友』に「祖国の防衛は皇居の防衛より」との論説を掲載し、近衛部隊の早期復活を政府に要求した。同年11月7日には大東塾の影山正治塾長と長谷川幸男塾監が保安庁を訪問し、増原惠吉保安庁次長に皇居防衛部隊設置の第一回要望書を提出し、同年11月20日には木村篤太郎保安庁長官にも申し入れを行った。要望書は「皇居防衛部隊の設置は国土防衛の根基であるから、保安庁は万難を排して実現を期されたい。1.部隊は儀仗を兼ねて当面、3千名を適当とし部隊内から特別募集、特別訓練を行い、再精鋭部隊にする。2.宮中勤労奉仕参加の青年を優先採用する。3.皇宮警察は任務を別にして併置する」との内容であり、竹橋の旧近衛連隊跡に皇居防衛部隊を設置することを主張していた。大東塾はその後も近衛部隊の設置を求める要望を行っており、1952年12月までに計12回行っていた。
1955年（昭和30年）1月、防衛庁は皇居の防衛と儀礼の役割を担う部隊を、皇居近くの旧近衛師団司令部庁舎に一個大隊を駐屯させる方針を決定し、大蔵省の了承を得たことが報じられた。部隊名は「竹橋駐とん部隊」に内定し、普通科（歩兵）一個大隊（約800名、装備は小銃、軽機関銃、重機関銃、バズーカ砲など）のほか、陸海空の各幕僚監部の通信隊、調査隊、音楽隊も配備する計画であった。防衛庁は当初、旧近衛師団の近衛歩兵第1連隊、近衛歩兵第2連隊の庁舎を使用するつもりでおり、警視庁警察学校に立ち退きを要求していたが、警視庁はこれを断ってきたため、その隣にあった旧近衛師団司令部及び同旅団司令部庁舎を使用することにし、当時の使用者であった労働省及び関東信越国税局に立ち退きを大蔵省を通じて交渉していた。木村篤太郎防衛庁長官は事実上の近衛部隊の新設について、「首都中心部の間接侵略に対処するためのもの」と説明したほか、防衛庁首脳部は「天皇は日本の象徴だからこれを守るのは自衛隊の当然の任務」「皇居の儀礼部隊と同時に官庁密集地帯のまもり」だとしていた。
この防衛庁の計画に対して警察当局は反対する姿勢を見せており、斎藤昇警察庁長官は「警察の面から言えば自衛隊のこの場所への新設は不必要だ」としたほか、江口見登留警視総監も「その話は前から聞いてはいるが、具体的な任務、組織についてはまだ何も分からないので今のところ全然白紙状態でなんともいえない」としていた。警視庁や皇宮警察内部では「自分たち警察で十分」との立場から防衛庁の計画に対する強い反対論が出ていた。
防衛庁が計画した事実上の近衛部隊である「竹橋駐とん部隊」は旧近衛師団司令部庁舎に設置されることはなく、計画は断念されている。その後、1962年（昭和37年）1月に第32普通科連隊が市ヶ谷駐屯地に編成され、同連隊は旧陸軍の近衛歩兵連隊にちなんで「近衛連隊」を自称している。なお、防衛省は2011年（平成23年）8月に、東京都心での大規模テロへの対処能力を強化することを理由に、数百人規模の新たな即応部隊である「対テロ初動部隊」を霞が関から3キロ圏内に新たな拠点を設けて配置することを検討していた。
防衛庁はその後も旧近衛師団司令部庁舎の使用にこだわりを見せており、1966年（昭和41年）には明治百年を記念して、旧近衛師団司令部庁舎に「国防に関係のある文化財」を収める「明治史料館」を設置する計画を立てていた。明治史料館には「最近自衛隊各部隊の史料館などに収集された旧軍時代と、それ以前の時代の資料約2万5000点の中から、旧藩時代の文書や教範、屯田兵の武器や服装、パレンバンにおける降下部隊の遺品や軍旗など、珍しい資料を選んで展示する計画」であり、明治時代に限らず太平洋戦争まで含めた旧日本軍の資料を展示する予定であった。元々、「明治史料館」構想は、はじめは「戦史館」または「中央史料館」として計画されており、国立の戦争博物館を設立することを目指していた。防衛庁は明治史料館を「自衛官の精神教育に資するとともに一般の人たちへの広報に利用しよう」と考えていた。ほか、防衛庁は明治史料館に当時アメリカから返還されて話題になっていた戦争画を受け入れることも画策していた。
上記のように防衛庁は旧近衛師団司令部庁舎が現存する数少ない旧軍関係の由緒ある建物であること、旧軍関係の武器、装備、衣服、勲章、教範などの資料2万５千点を旧近衛師団司令部庁舎を「明治史料館」に改装して一般に展示することを理由に保存を主張していた。しかし、北の丸公園の造成を担っている建設省は、北の丸公園には日本武道館、科学技術館、国立公文書館、東京国立近代美術館しか作らないことになっていること、旧近衛師団司令部庁舎を取り壊して、皇居の森と一体となる植林を実施する予定であり、旧近衛師団司令部庁舎は「美観上、おもわしくない」として取り壊しを主張し、防衛庁と建設省が対立する事態となっていた。旧近衛師団司令部庁舎の保存は、日本傷痍軍人会や日本遺族会、日本郷友連盟も1965年（昭和40年）頃から再三にわたり要望していた。また、文化庁も旧近衛師団司令部庁舎を「明治の洋風建築として建築史上保存の価値があり、重要文化財に指定したい」と建設省に申し入れていたが、建設省は「美観をこわす」としてなおも取り壊そうとしていた。1972年10月、旧近衛師団司令部庁舎は国の重要文化財に指定された。
旧近衛師団司令部庁舎は、1977年から2020年2月28日まで東京国立近代美術館工芸館となっていた。現在は同美術館分室として運用されている。

## 師団長
| 代数 | 補職日                     | 師団長名         | 備考                                 |
| ---- | -------------------------- | ---------------- | ------------------------------------ |
| 1    | 明治24年（1891年）12月14日 | 小松宮彰仁親王   |                                      |
| 2    | 明治28年（1895年）1月28日  | 北白川宮能久親王 | 台湾征討を指揮する。戦病死。         |
| 3    | 明治28年（1895年）11月8日  | 野津道貫         |                                      |
| 4    | 明治29年（1896年）5月10日  | 佐久間左馬太     |                                      |
| 5    | 明治29年（1896年）10月14日 | 黒木為楨         |                                      |
| 6    | 明治30年（1897年）10月27日 | 奥保鞏           |                                      |
| 7    | 明治31年（1898年）1月14日  | 長谷川好道       | 明治37年6月大将昇任                  |
| 8    | 明治37年（1904年）9月8日   | 浅田信興         |                                      |
| 9    | 明治39年（1906年）7月6日   | 大島久直         |                                      |
| 10   | 明治41年（1908年）12月21日 | 上田有沢         | 明治44年8月18日退任                  |
| 11   | 明治44年（1911年）9月6日   | 閑院宮載仁親王   |                                      |
| 12   | 大正元年（1912年）11月27日 | 山根武亮         |                                      |
| 13   | 大正4年（1915年）2月15日   | 秋山好古         |                                      |
| 14   | 大正5年（1916年）8月18日   | 仁田原重行       |                                      |
| 15   | 大正6年（1917年）8月6日    | 由比光衛         |                                      |
| 16   | 大正7年（1918年）8月9日    | 久邇宮邦彦王     |                                      |
| 17   | 大正8年（1919年）11月25日  | 藤井幸槌         |                                      |
| 18   | 大正11年（1922年）2月8日   | 中島正武         |                                      |
| 19   | 大正12年（1923年）8月6日   | 森岡守成         |                                      |
| 20   | 大正14年（1925年）5月1日   | 田中国重         |                                      |
| 21   | 大正15年（1926年）7月28日  | 津野一輔         |                                      |
| 22   | 昭和3年（1928年）2月28日   | 長谷川直敏       |                                      |
| 23   | 昭和4年（1929年）8月1日    | 林銑十郎         |                                      |
| 24   | 昭和5年（1930年）12月22日  | 岡本連一郎       |                                      |
| 25   | 昭和7年（1932年）2月29日   | 鎌田弥彦         |                                      |
| 26   | 昭和8年（1933年）8月1日    | 朝香宮鳩彦王     |                                      |
| 27   | 昭和10年（1935年）12月2日  | 橋本虎之助       | 二・二六事件では宮城警備を指揮する。 |
| 28   | 昭和11年（1936年）3月23日  | 香月清司         |                                      |
| 29   | 昭和12年（1937年）3月1日   | 西尾寿造         |                                      |
| 30   | 昭和12年（1937年）8月26日  | 飯田貞固         |                                      |
| 31   | 昭和14年（1939年）9月12日  | 飯田祥二郎       |                                      |
| 32   | 昭和16年（1941年）6月28日  | 西村琢磨         | シンガポールの戦いを指揮する。       |
| 33   | 昭和17年（1942年）4月20日  | 武藤章           | 昭和18年6月1日近衛第2師団に改称      |

| 代数 | 補職日                     | 師団長名   | 備考                                             |
| ---- | -------------------------- | ---------- | ------------------------------------------------ |
| 1    | 昭和18年（1943年）6月10日  | 豊島房太郎 | 留守近衛師団長から転じる。                       |
| 2    | 昭和18年（1943年）10月29日 | 赤柴八重蔵 |                                                  |
| 3    | 昭和20年（1945年）4月7日   | 森赳       | 玉音放送盤を奪う叛乱計画に反対して殺害される。   |
| 4    | 昭和20年（1945年）8月15日  | 後藤光蔵   | 師団の復員を指揮した後に初代禁衛府長官に転じる。 |

| 代数 | 補職日                    | 師団長名   | 備考 |
| ---- | ------------------------- | ---------- | ---- |
| 1    | 昭和18年（1943年）6月1日  | 武藤章     |      |
| 2    | 昭和19年（1944年）10月5日 | 久野村桃代 |      |

| 代数 | 補職日                    | 師団長名 | 備考 |
| ---- | ------------------------- | -------- | ---- |
| 1    | 昭和19年（1944年）7月18日 | 林芳太郎 |      |
| 2    | 昭和20年（1945年）5月23日 | 山崎清次 |      |

## 参謀長
近衛師団
- 立見尚文 歩兵大佐：1891年（明治24年）12月14日 - 1894年6月14日[22]
- 鮫島重雄 工兵大佐：1894年（明治27年）6月18日 - 1896年10月15日[23]
- 松村務本 歩兵大佐：1896年（明治29年）10月15日[24] - 1897年9月28日[23]
- 大谷喜久蔵 歩兵大佐：1897年（明治30年）10月11日 - 1898年3月3日[25]
- 牟田敬九郎 砲兵大佐：1898年（明治31年）3月3日 - 1902年5月5日[26]
- 重見熊雄 砲兵中佐：1902年（明治35年）5月5日[27] - 1906年5月14日[28]
- 藤室松次郎 砲兵大佐：1906年（明治39年）5月14日[28] - 1909年11月30日[29]
- 藤井幸槌 歩兵大佐：1909年（明治42年）11月30日 - 1912年4月12日[30]
- 内野辰次郎 歩兵大佐：1912年（明治45年）4月12日- 1913年2月24日[31]
- 蟻川五郎作 歩兵大佐：1913年（大正2年）2月24日 - 1915年2月15日[32]
- 種子田秀実 歩兵大佐：1915年（大正4年）2月15日 - 1917年8月6日[33]
- 大内義一 歩兵大佐：1917年（大正6年）8月6日 - 1918年7月24日[34]
- 太田黒竜亮 騎兵大佐：1918年（大正7年）7月24日 - 1920年8月10日[35]
- 竹内栄喜 歩兵大佐：1920年（大正9年）8月10日 - 1922年1月10日[36]
- 寺内寿一 歩兵大佐：1922年（大正11年）1月10日 - 1924年2月4日[37]
- 細木研 歩兵大佐：1924年（大正13年）2月4日 - 1926年3月2日[38]
- 猪狩亮介 砲兵大佐：1926年（大正15年）3月2日 - 1927年7月26日[39]
- 青木政喜 砲兵大佐：1927年（昭和2年）7月26日 - 1930年8月1日[40]
- 周山満蔵 歩兵大佐：1930年（昭和5年）8月1日 - 1932年12月7日[41]
- 柴平四郎 砲兵大佐：1932年（昭和7年）12月7日 - 1934年3月5日[42]
- 沢田茂 砲兵大佐：1934年（昭和9年）3月5日 - 1935年3月15日[43]
- 岡田実 砲兵大佐：1935年（昭和10年）3月15日 - 1936年8月1日[44]
- 小林浅三郎 歩兵大佐：1936年（昭和11年）8月1日 - 1937年11月1日[45]
- 麦倉俊三郎 歩兵大佐：1937年（昭和12年）11月1日[46] - 1939年3月9日
- 西大條胖 歩兵大佐：1939年（昭和14年）3月9日 - 1941年5月29日[47]
- 今井亀次郎 大佐：1941年（昭和16年）5月29日 - 1942年2月18日[48]
- 小畑信良 大佐：1942年（昭和17年）2月18日 - 1943年3月18日[49]
- 大平秀雄 大佐：1943年（昭和18年）3月18日[50] - 1943年6月1日

近衛第1師団
- 岩崎春茂 中佐：1943年（昭和18年）6月10日 - 1944年11月27日[51]
- 小野打寛 大佐：1945年（昭和20年）1月9日 - 1945年6月1日[52]
- 水谷一生 大佐：1945年（昭和20年）6月1日[53] - 1945年8月15日[54]
- 石川　晋 大佐：1945年（昭和20年）8月15日 - 1945年9月10日復員[54]

近衛第2師団
- 大平秀雄 大佐：1943年（昭和18年）6月1日 - 1944年4月1日[55]
- 岡田重美 大佐：1944年（昭和19年）4月1日[56] - 終戦[57]

近衛第3師団
- 鈴木善康 中佐：1944年（昭和19年）5月5日 - 1944年10月5日[58]
- 大久保精一 大佐：1944年（昭和19年）10月5日[59] - 終戦[60]

## 近衛師団に属した軍人
- 伊東祐俊（佐賀藩）：近衛歩兵第一聯隊大隊長、水戸連隊区司令官。日露戦争の奉天会戦・黒溝台会戦において近衛師団第一軍聯大隊長として先陣隊を指揮する。
- 滋野清彦（長州藩）：日清戦争時、現役復帰して留守師団長を務めた。
- 梅沢道治（仙台藩）：日露戦争では、近衛歩兵第4連隊長から近衛後備混成旅団長となり、沙河会戦で梅沢旅団の名を挙げる。
- 森林太郎（津和野藩）：1898年（明治31年）10月 - 近衛師団軍医部長（陸軍一等軍医正）となる。
- 土屋光春（陸軍兵学校卒）：明治時代に近衛歩兵第1旅団長。
- 白川義則（陸士旧1期）：1886年（明治19年）近衛工兵中隊（工兵科下士官）。1902年（明治35年）2月に近衛師団参謀。
- 橘周太（陸士旧9期）：1888年（明治21年）12月に近衛歩兵第4連隊附となる。1895年（明治28年）12月に近衛歩兵第4連隊中隊長となる。
- 久松定謨（フランス・サンシール陸軍士官学校卒（旧11期相当））：1891年（明治24年）12月に近衛歩兵第2連隊附（陸軍歩兵少尉）。1895年（明治28年）1月近衛師団副官（陸軍歩兵中尉）。日清戦争に出征。1897年（明治30年）12月近衛歩兵第2連隊中隊長（陸軍歩兵大尉）。1914年（大正3年）5月11日に近衛歩兵第1連隊長。
- 三井清一郎（陸士6期）：明治30年代に近衛歩兵第1連隊中隊長に補せられる（陸軍歩兵大尉）。
- 真崎甚三郎（陸士9期）：近衛歩兵第1連隊長。
- 篠塚義男（陸士17期）：1914年（大正3年）9月歩兵第1連隊中隊長（陸軍歩兵大尉）。
- 東條英機（陸士17期）：近衛歩兵第3連隊中隊長（陸軍歩兵大尉）経験あり。
- 前田利為（陸士17期）：1923年（大正12年）8月7日 - 近衛歩兵第4連隊大隊長、後年に近衛歩兵第2連隊長となる。
- 阿南惟幾（陸士18期）:近衛歩兵第2連隊長。
- 原　　守（陸士25期）：近衛歩兵第4連隊長。歩兵第23旅団長を経て留守近衛司令部附。
- 栗林忠道（陸士26期）：1943年（昭和18年）6月 - 留守近衛第2師団長（陸軍中将）。
- 李 王  垠（陸士29期）：1939 - 1940年に近衛歩兵第2旅団長。
- 岩畔豪雄（陸士30期）：陸軍中野学校設立後、1941年（昭和16年）8月10日 - 1942年（昭和17年）2月3日、近衛歩兵第5連隊長。
- 西久保豊成（陸士33期）：1921年（大正10年）10月26日 - 近衛歩兵第3連隊附（陸軍歩兵少尉）。
- 中橋基明（陸士41期）：近衛歩兵第3連隊第7中隊。二・二六事件の首謀者の一人。
- 北白川宮永久王（陸士43期）：1931年（昭和6年）10月 - 近衛野砲兵連隊附（陸軍砲兵少尉）、1937年（昭和12年）3月 - 近衛野砲兵連隊中隊長（陸軍砲兵大尉）。
- 小泉親彦（東京帝大医学部卒）：1932年（昭和7年） - 近衛師団軍医部長（陸軍軍医監）。
- 黒田長久（東京帝大理学部動物学科卒）：第二次世界大戦中、近衛師団に属した。
- 木越二郎：1939年（昭和14年）3月9日 - 1940年（昭和15年）3月9日、近衛師団に属した。

## 最終所属部隊
- 近衛第1師団
  - 近衛歩兵第1連隊（東京･北ノ丸）
  - 近衛歩兵第2連隊（東京･北ノ丸）
  - 近衛歩兵第6連隊（東京･青山北）
  - 近衛歩兵第7連隊（東京･麻布竜土町）
  - 近衛砲兵第一連隊(軽砲兵)
  - 近衛騎兵連隊
  - 近衛機関砲第一大隊
  - 近衛工兵第一連隊
  - 近衛師団通信隊[61]
- 近衛第2師団
  - 近衛歩兵第3連隊（東京）
  - 近衛歩兵第4連隊（甲府）
  - 近衛歩兵第5連隊（佐倉）
  - 近衛野砲兵第二連隊
  - 近衛捜索連隊
  - 近衛工兵第二連隊
  - 近衛軍備兵第二連隊
  - 近衛第2師団通信隊
  - 近衛第2師団海上輸送隊
  - 近衛第2師団兵站勤務隊
  - 近衛第2師団衛生隊
  - 近衛第2師団第1野戦病院
  - 近衛第2師団第2野戦病院[61]
- 近衛第3師団
  - 近衛歩兵第8連隊（東京）
  - 近衛歩兵第9連隊（甲府）
  - 近衛歩兵第10連隊（佐倉）
  - 近衛野砲兵第3連隊
  - 近衛輜重兵第3連隊
  - 近衛工兵第3連隊
  - 近衛第3師団速射砲隊（対戦車部隊）
  - 近衛第3師団製毒隊
  - 近衛第3師団通信隊
  - 近衛第3師団衛生隊
  - 近衛第3師団第1野戦病院
  - 近衛第3師団第4野戦病院
  - 近衛第三師団兵器勤務隊
  - 近衛第三師団病馬場[61]